# Phymatostetha borealis
Phymatostetha borealis är en insektsart som beskrevs av Schmidt 1910. Phymatostetha borealis ingår i släktet Phymatostetha och familjen spottstritar. Inga underarter finns listade i Catalogue of Life.